# Keissleriella aesculi
Keissleriella aesculi är en svampart som först beskrevs av Franz Xaver von Höhnel, och fick sitt nu gällande namn av Höhnel 1919. Keissleriella aesculi ingår i släktet Keissleriella och familjen Massarinaceae.   Inga underarter finns listade i Catalogue of Life.